# Arbeitsgericht Frankfurt am Main

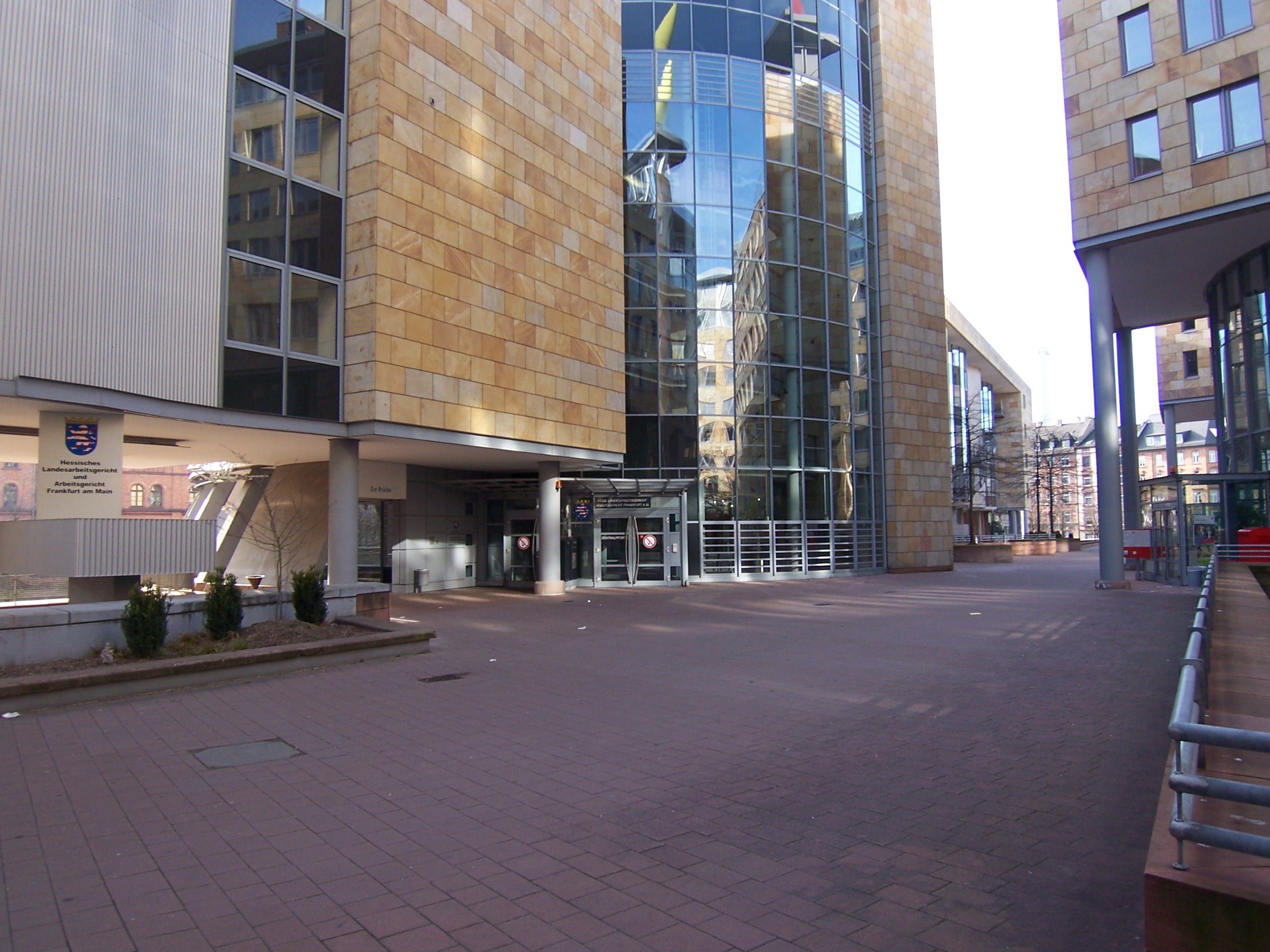
Landesarbeitsgericht und Arbeitsgericht Frankfurt am Main

Das Arbeitsgericht Frankfurt am Main, ein Gericht der Arbeitsgerichtsbarkeit, ist eines der sieben hessischen Arbeitsgerichte.

## Geschichte
Gemäß Arbeitsgerichtsgesetz vom 23. Dezember 1926 wurden in Deutschland Arbeitsgerichte gebildet. Diese waren nur in der ersten Instanz unabhängig, die Landesarbeitsgerichte waren den Landgerichten zugeordnet. Am Landgericht Frankfurt am Main entstand so 1927 das Landesarbeitsgericht Frankfurt am Main als einziges Landesarbeitsgericht im Bezirk des Oberlandesgerichtes Frankfurt am Main. In Frankfurt am Main entstand das Arbeitsgericht Frankfurt am Main. Sein Sprengel umfasste den Bezirke der Amtsgerichte Bad Homburg, Bergen, Frankfurt am Main, Höchst, Königstein und Usingen. Es bestanden fünf Kammern für Arbeiter, eine Kammer für Angestellte, eine Kammer für Handwerk, eine Kammer für Handlungsgehilfen und Lehrlinge sowie eine Kammer für die Mitarbeiter der Reichsbahndirektion Frankfurt/Main. Es befand sich zunächst in den Räumen des Amtsgerichtes Frankfurt. Nach der Machtergreifung der Nationalsozialisten wurde das Gericht gleichgeschaltet und das richterliche Personal ausgetauscht. Mit dem Kontrollratsgesetz Nr. 21 vom 30. März 1946 wurde das Arbeitsgericht wieder eingerichtet, nachdem die Gerichte von den Siegermächten nach dem Zusammenbruch 1945 zunächst aufgelöst worden waren.
50° 7′ 57,4″ N, 8° 40′ 43,3″ O
Sitz des Arbeitsgerichts Frankfurt am Main ab 1948 in einer Gründerzeitvilla in der Karlstraße. 1961 wurde der Sitz in das neue Gerichtsgebäude in die Adickesallee 36 verlegt. Das viereckige Gebäude umschließt einen Innenhof. 1962 wurde im Innenhof ein vom Künstler Erich Kuhn geschaffener Brunnen aufgestellt.
Im Mai 2007 bezog das Arbeitsgericht Frankfurt am Main seine neuen Amtsräume im Westflügel des Zentralgebäudes des Behördenzentrums Gutleutstraße.

## Gerichtssitz und -bezirk
Das Gericht hat seinen Sitz in Frankfurt am Main.
Es ist örtlich zuständig für Rechtsstreitigkeiten aus den Amtsgerichtsbezirken Frankfurt am Main, Bad Homburg vor der Höhe, Königstein im Taunus sowie der Gemeinde Kelsterbach aus dem Amtsgerichtsbezirk Rüsselsheim.  Die örtliche Zuständigkeit des Arbeitsgerichts Frankfurt am Main ergibt sich insbesondere dann, wenn die beklagte Partei ihren Sitz im Main-Taunus-Kreis, im Hochtaunuskreis, in Kelsterbach oder in Frankfurt am Main hat.

## Gebäude und Größe
Das Arbeitsgericht befindet sich im Gutleutviertel gemeinsam mit dem Hessischen Landesarbeitsgericht im Behördenzentrum, das aus der früheren Gutleutkaserne entstanden ist.
Die Postanschrift lautet: Gutleutstraße 130, 60327 Frankfurt am Main.
Das Arbeitsgericht Frankfurt am Main verfügt über 24 Kammern.

## Übergeordnete Gerichte
Dem Arbeitsgericht Frankfurt am Main ist das Hessische Landesarbeitsgericht und im weiteren Rechtszug das Bundesarbeitsgericht übergeordnet.